# Aleister Crowley
Edward Alexander (Aleister) Crowley (Leamington Spa, 12 oktober 1875 – Hastings, 1 december 1947) was een Brits esotericus, schrijver, bergbeklimmer, dichter en yogabeoefenaar. Hij was een invloedrijk lid van verschillende occulte organisaties, waaronder de Golden Dawn en de Ordo Templi Orientis (O.T.O.) Hij is vooral bekend wegens zijn occulte geschriften, in het bijzonder The Book of the Law en verwierf door zijn losbandig leven een kwalijke reputatie die hem de bijnaam 'The Wickedest Man In the World' bezorgde.

## Jeugd
Crowleys ouders waren lid van de Plymouth Brethren, die geloofden dat de dag des oordeels nabij was en dat alleen hun geloofsgemeenschap van het hellevuur gespaard zou worden. De jonge Aleister mocht niet met andere kinderen uit de buurt spelen, tenzij zij hetzelfde geloof beleden. Zijn jeugd werd gekenmerkt door dagelijkse Bijbelstudie en privéonderwijs. Zijn vader stierf aan tongkanker nog vóór Crowley twaalf jaar was.
Na de dood van zijn vader, aan wie hij zeer gehecht was, maakte hij zich los van zijn godsdienstige opvoeding. De inspanningen die zijn moeder zich getroostte om haar zoon voor het christelijk geloof te bewaren bleken vergeefs. Ze kastijdde hem zelfs om zijn rebels gedrag en riep dat hij 'The Beast' was uit The Book of Revelation, een benaming waarvan hij later gebruik zou maken. Uit deze periode stamt zijn hedonistische overtuiging dat wat hem de hele tijd voorgehouden was - het leven als iets zondigs - niet waar kon zijn en dat het leven integendeel met volle teugen genoten moest worden.

## Universiteit
In 1895 ging hij studeren aan het Trinity College van de Universiteit van Cambridge, na onderwijs te hebben gevolgd in public schools zoals Malvern College, Eastbourne College en Tonbridge School. Aanvankelijk wilde hij moraalwetenschappen (filosofie) studeren, maar nadat hij de docent had ontmoet, veranderde hij van mening en ging literatuur studeren. De drie jaar die hij in Cambridge doorbracht waren voor hem voorspoedig en gelukkig, vooral omdat hij van zijn vader een aanzienlijk fortuin erfde.

## De Golden Dawn
Al tijdens zijn studie aan het Trinity College dompelde Crowley zich onder in lectuur over het occulte. In 1889 las hij Die Wolke über dem Heiligtum (1802) van Karl von Eckartshausen waarin deze vertelt over het bestaan van geheime genootschappen. Crowleys interesse was gewekt en in november van datzelfde jaar sloot hij zich in Londen aan bij The Order of The Golden Dawn. De oprichter van het genootschap, MacGregor Mathers, had al enige reputatie opgebouwd als onderzoeker van het occulte met zijn publicaties over de kabbala en Crowley aanvaardde hem als zijn meester. De Orde bleef echter door interne ruzies niet lang meer bestaan, waarna Crowley teleurgesteld op reis ging naar Mexico, Hawaï, Ceylon en India, waar hij yoga, boeddhisme en tantrische yoga leerde en praktiseerde.
In Mexico begon hij met schrijven. Hij verklaarde in deze tijd in contact te hebben gestaan met een spiritueel wezen, Aiwass. Deze geest zou later The Book of the Law aan hem gedicteerd hebben. Een bekend citaat uit dit boek is:
Doe wat je wilt zal de gehele wet zijn;
Liefde is de wet, liefde geleid door de wil, en;
Iedere man en vrouw is een ster.

## Andere occulte genootschappen
In 1906 richtte Crowley de Argenteum Astrum (A∴A∴) op, een magische orde opgezet rond The Book of the Law. In 1919 volgde de Abbey of Thelema in Sicilië als centrum van de door hem gecreëerde occulte stroming. Deze organisatie was erg controversieel. Dat kwam niet in de laatste plaats door de seksuele escapades van Crowley en zijn volgelingen, zoals orgieën en sodomie. In 1923 werd de abdij door Benito Mussolini verbannen. Desondanks werd Crowley in 1925 het internationale hoofd van de Ordo Templi Orientis (OTO), een Duitse magische orde. Hij woonde een tijd in het zogeheten Boleskine House, een huis aan de rand van het Loch Ness, waar hij het Abramelin ritual (uit The Book Of The Sacred Magic Of Abramelin The Mage) probeerde uit te voeren. In 1944 werd Het Boek van Thoth van zijn hand gepubliceerd, met de door Lady Frieda Harris ontworpen tarotkaarten.

## Crowleys "Magick"
Sinds 1840 is de officiële Engelse spelling van magie magic. Magiërs zoals John Dee spelden het voorheen als magick, met ck. Crowley greep omstreeks 1920 terug naar deze oudere spelling om zijn systeem van magie te onderscheiden van andere eigentijdse occulte groepen.

## Reputatie
Aleister Crowley genoot een reputatie die tot lang na zijn dood aan hem is blijven kleven. Hij noemde zichzelf graag 'het apocalyptische beest 666', 'The Great Beast', Baphomet (in zijn Zilveren Ster-tijd) en tal van andere onheilspellend klinkende namen. De media doopten hem tot 'The Wickedest Man in the World', een ondertitel die aan veel publicaties over hem hangt. Bijna heel Crowleys leven was gewijd aan - wat hij zag als - de ultieme zelfbevrijding. Dat uitte zich vooral in perversiteit, provocatie, non-conformisme en het proberen te vervullen van alle mogelijke verlangens, hoe bizar die ook mochten klinken tegenover gangbare denkbeelden. Als hij op zijn 27ste zijn roman 'Dagboek van een drugsliefhebber' publiceert, trekt hij bedoeld en onbedoeld de aandacht van de autoriteiten. Overal waar hij komt, wordt hij gevolgd en bespioneerd. In zowel op Sicilië waar hij een sekte opricht, waar Mussolini net aan de macht is gekomen, als in Frankrijk wordt hij even later met veel geweld gearresteerd en vervolgens als persona non grata uitgewezen. De media voeren een extreem gewelddadige campagne tegen hem en noemen hem het Beest.' Via Noord-Afrika keerde hij terug naar Engeland om een paar verwoede pogingen te doen om zijn naam te zuiveren maar het leidde slechts tot meer laster jegens hem.

## Bergbeklimmen

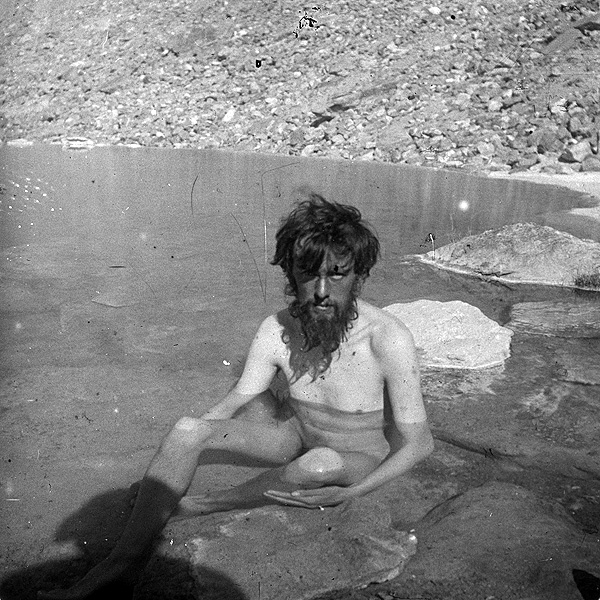
Aleister Crowley tijdens zijn K2 expeditie (1902).

Crowley was geobsedeerd door bergbeklimmen, dat hij zag als manier om zijn chronische astma te bestrijden. Hij leerde zichzelf de technieken door te oefenen op krijtrotsen in zijn omgeving (Cumberland Fells en Beachy Head), waarna hij iedere vakantie doorbracht in de Alpen, vooral in de Berner Alpen.
In maart 1902 ondernamen de Engelse bergbeklimmer Oscar Eckenstein en Crowley de eerste poging om de K2 te beklimmen, de op een na hoogste berg ter wereld, gelegen in Pakistan. Eckenstein onderwees Crowley verder in klimtechnieken. The Eckenstein-Crowley Expeditie bestond uit Eckenstein, Crowley, Guy Knowles, H. Pfannl, V. Wesseley, en Jules Jacot-Guillarmod. Ze deden vijf serieuze en kostbare pogingen via de noordoostelijke kam, maar kwamen uiteindelijk niet hoger dan 6525 meter (21.410 voet). Het falen van de expeditie was toe te schrijven aan een combinatie van twijfelachtige lichamelijke conditie, persoonlijke conflicten en slechte weersomstandigheden. Van de 68 dagen die ze op de K2 doorbrachten (destijds het record voor de langste tijd doorgebracht op een dergelijke hoogte) waren er slechts acht met helder klimweer. Het mislukken van de expeditie ervoer Crowley als zijn eerste persoonlijke nederlaag. Crowley vond echter wel de beste route voor het beklimmen van de K2. Die route werd ook gebruikt voor pogingen in 1938 en 1952 en voor de eerste succesvolle beklimming door de Italianen Lino Lacedelli en Achille Compagnoni in 1954.
In mei 1905 werd Crowley benaderd door Jules Jacot-Guillarmod (1868-1925) om hem te vergezellen bij de eerste beklimming van de Kangchenjunga in Nepal, de op twee na hoogste berg ter wereld. Guillarmod organiseerde de personele ondersteuning, terwijl Crowley de zaken in Darjeeling organiseerde. Op 31 juli voegde Guillarmod zich bij Crowley in Darjeeling en bracht twee mannen mee, Charles-Adolphe Reymond en Alexis Pache. Crowley had intussen Alcesti C. Rigo de Righi gerekruteerd als transportmanager. Het team verliet Darjeeling op 5 augustus 1905 en reisde naar de Kangchenjunga via de Singalila Ridge. Onderweg kwamen ze de 135 dragers tegen die al op 24 en 25 juli waren vertrokken om het benodigde voedsel en bagage omhoog te dragen. De expeditie bereikte een hoogte van 6500 meter aan de zuidwestkant van de berg. Klimmer Alexis Pache en drie dragers kwamen om bij een lawine.
Crowley schamperde soms over andere klimmers, met name over Owen Glynne Jones, die hij beschouwde als een roekeloze narcist en 'zijn twee fotografen' (George en Ashley Abraham).

## Werken
Crowley was een bijzonder vruchtbaar schrijver, niet alleen over thelema en magie, maar ook over filosofie, politiek en cultuur. Alleen al met de gedichten en toneelstukken die hij in zijn twintiger jaren schreef zou hij zich tot een schrijverscarrière hebben kunnen beperken. Hij liet ook een groot aantal persoonlijke brieven na en een dagboek. Veel van zijn boeken publiceerde hij onder eigen beheer, waarbij hij het grootste deel van zijn geërfd fortuin investeerde om zijn visie te kunnen verspreiden.
Over het occultisme schreef Crowley topics zoals commentaren over magie, yoga, tarot, hermetische kabbala, astrologie en tal van andere onderwerpen. Zoals andere esoterici van de Golden Dawn al voor hem deden, trachtte Crowley het geheel aan menselijke ervaring betreffende religie en mystieke ervaring vanuit één enkele filosofie te begrijpen.

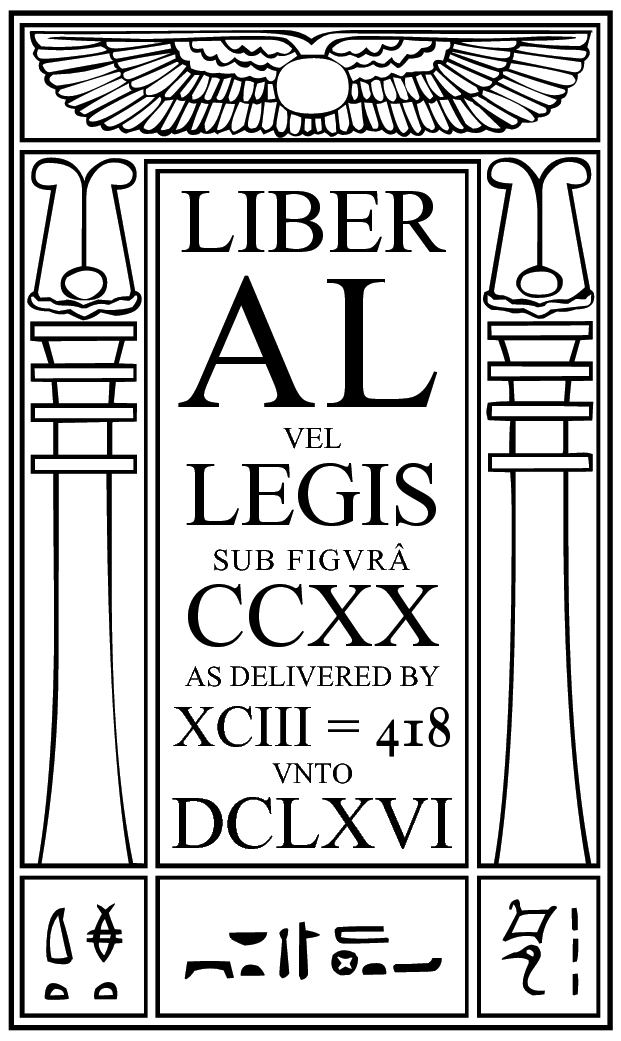
The Book of the Law

Enkele van zijn invloedrijkste boeken zijn:
- The Book of the Law
- Magick (Book 4)
- The Book of Lies
- The Vision and the Voice
- 777 and other Qabalistic writings
- The Confessions of Aleister Crowley
- Magick Without Tears
- Little Essays Toward Truth
- The Goetia: The Lesser Key of Solomon the King (vertaling van de originele tekst)
- The General Principles of Astrology (met Evangeline Adams, Hymenaeus Beta en anderen)

## Culturele referenties
- David Bowie verwijst naar Crowley ("immersed in Crowley's uniform") in het lied 'Quicksand', uitgebracht op het album 'Hunky Dory' uit 1971.
- In mei 2008 is een film over Crowley uitgebracht, Chemical Wedding, geproduceerd door Julian Doyle en Bruce Dickinson van Iron Maiden. De soundtrack van de film varieert van klassieke muziek tot heavy metal.
- Een opname van de stem van Crowley werd gebruikt in de horrorfilm House of 1000 Corpses (2003).
- Op het Beatles-album Sgt. Pepper's Lonely Hearts Club Band staat Crowley op de cover; hij staat op de bovenste rij.
- Op Ozzy Osbournes studio-album Blizzard of Ozz uit 1980 staat een song met de titel Mr. Crowley.
- In het BBC programma The 100 Greatest Britons van 2002 eindigde Crowley op de 73ste plaats.
- Perdurabo (Where is Aleister Crowley?) uit 2003 is een film geschreven en geregisseerd door Carlos Atanes. Later schreef hij Perplejidad, een roman met Aleister Crowley in de hoofdrol, gepubliceerd in 2024.
- Het album Ipsissimus van John Zorn uit 2010 is opgedragen aan Antonin Artaud, Edgard Varèse en Aleister Crowley.
- De uit twee albums bestaande Belgische stripreeks Alceister Crowley gaat over een occulte detective, die gebaseerd is op Aleister Crowley.
- Hij staat ook op de cover van het album 'Dangerous' van Michael Jackson (Releasedatum: 26 november 1991)